# Donax fossor
Donax fossor is een tweekleppigensoort uit de familie van de Donacidae. De wetenschappelijke naam van de soort werd in 1822 voor het eerst geldig gepubliceerd door Thomas Say.